# لوکاس مولینا
لوکاس مولینا (انگلیسی: Lucas Molina; ۳۰ مارس ۱۹۸۴ – ۲۸ نوامبر ۲۰۰۴) بازیکن فوتبال اهل آرژانتین بود.
از باشگاه‌هایی که در آن بازی کرده‌است می‌توان به باشگاه اتلتیکو ایندپندینته اشاره کرد.
وی همچنین در تیم‌های ملی فوتبال Argentina national under-17 football team و زیر ۲۰ سال آرژانتین بازی کرده‌است.